# Diego Pérez Espejo
Diego Pérez Espejo (El Jimenado, 25 de julio de 1909 - Cartagena, 4 de septiembre de 1987) fue un médico y político español.

## Biografía
Recién nacido su familia se estableció en Cartagena. Allí se formó hasta terminar el bachillerato, pasando a estudiar Medicina en la Universidad de Valencia, donde se licenció en 1930, con 21 años. Al año siguiente abrió consulta como médico en Cartagena que sostuvo hasta su fallecimiento, actividad solo interrumpida por su estancia en prisión durante la represión franquista.
En la guerra civil siguió su actividad como médico, también a los heridos en campaña. Miembro del Partido Socialista Obrero Español (PSOE) y de la Unión General de Trabajadores desde septiembre de 1932, al concluir el conflicto fue condenado en consejo de guerra a prisión. Tras salir de la cárcel a los pocos meses, se le privó del derecho a ejercer la medicina. Hasta 1942 fue detenido y preso por orden gubernativa en varias ocasiones de forma intermitente. En 1943 fue rehabilitado como médico, reabrió su consulta y trabajó como endocrino y geriatra. En la clandestinidad durante la dictadura de Francisco Franco presidió la agrupación socialista de Cartagena (1943-1978).
Durante la transición política, lideró junto a Salvador Madrid Cabezos la manifestación en demanda de amnistía que tuvo lugar en Cartagena el 21 de julio de 1976, y en las elecciones generales de 1979 fue elegido diputado por el PSOE en la circunscripción de Murcia, si bien problemas de salud le llevaron a renunciar al escaño en 1981. Después fue diputado de la Asamblea Regional de Murcia por dos legislaturas (1983-1987, 1987), hasta su fallecimiento. Fue nombrado hijo adoptivo de Cartagena e hijo predilecto de la Región de Murcia.